# Československo na mistrovství světa ve vodním slalomu
Československá reprezentace získala na mistrovství světa ve vodním slalomu 119 medailí (33/45/41) na 22 mistrovstvích v letech 1949–1991.

## Přehled mistrovství
| Rok                   | Pořadatelé            | Zlato | Stříbro | Bronz | Celkem |
| --------------------- | --------------------- | ----- | ------- | ----- | ------ |
| MS 1949               | Ženeva                | 0     | 2       | 3     | 5      |
| MS 1951               | Steyr                 | 1     | 2       | 1     | 4      |
| MS 1953               | Merano                | 2     | 2       | 3     | 7      |
| MS 1955               | Tacen (Lublaň)        | 4     | 1       | 4     | 9      |
| MS 1957               | Augsburg              | 1     | 3       | 2     | 6      |
| MS 1959               | Ženeva                | 2     | 3       | 0     | 5      |
| MS 1961               | Hainsberg             | 3     | 4       | 2     | 9      |
| MS 1963               | Spittal an der Drau   | 1     | 1       | 3     | 5      |
| MS 1965               | Spittal an der Drau   | 3     | 5       | 0     | 8      |
| MS 1967               | Lipno nad Vltavou     | 4     | 3       | 2     | 9      |
| MS 1969               | Bourg-Saint-Maurice   | 3     | 4       | 4     | 11     |
| MS 1971               | Merano                | 1     | 2       | 5     | 8      |
| MS 1973               | Muotathal             | 2     | 2       | 0     | 4      |
| MS 1975               | Skopje                | 2     | 2       | 2     | 6      |
| MS 1977               | Spittal an der Drau   | 2     | 1       | 2     | 5      |
| MS 1979               | Jonquière             | 0     | 0       | 1     | 1      |
| MS 1981               | Bala                  | 0     | 1       | 0     | 1      |
| MS 1983               | Merano                | 1     | 1       | 2     | 4      |
| MS 1985               | Augsburg              | 1     | 0       | 1     | 2      |
| MS 1987               | Bourg-Saint-Maurice   | 0     | 1       | 2     | 3      |
| MS 1989               | řeka Savage           | 0     | 2       | 1     | 3      |
| MS 1991               | Tacen (Lublaň)        | 0     | 3       | 1     | 4      |
| Celkem Československo | Celkem Československo | 33    | 45      | 41    | 119    |

## Seznam medailistů
Tabulku podle jmen lze filtrovat, u deblů a hlídek jsou za prvním medailistou ve zkratce uvedeni i další členové družstva.
| Mistrovství              | Disciplína           | Jméno                                                                                | Zlato         | Stříbro          | Bronz            |
| ------------------------ | -------------------- | ------------------------------------------------------------------------------------ | ------------- | ---------------- | ---------------- |
| 1949 Ženeva              | kánoe C1 hlídky muži | Jan Brzák-Felix, J. Purchart, B. Karlík                                              |               | Stříbrná medaile |                  |
| 1949 Ženeva              | kánoe C1 hlídky muži | Jiří Purchart, J. Brzák-Felix, B. Karlík                                             |               | Stříbrná medaile |                  |
| 1949 Ženeva              | kánoe C1 hlídky muži | Bohuslav Karlík, J. Brzák-Felix, J. Purchart                                         |               | Stříbrná medaile |                  |
| 1949 Ženeva              | kánoe C2 hlídky muži | Jan Brzák-Felix, B. Kudrna, V. Nič, M. Drastík, J. Šulc, K. Koníček                  |               | Stříbrná medaile |                  |
| 1949 Ženeva              | kánoe C2 hlídky muži | Bohumil Kudrna, J. Brzák-Felix, V. Nič, M. Drastík, J. Šulc, K. Koníček              |               | Stříbrná medaile |                  |
| 1949 Ženeva              | kánoe C2 hlídky muži | Václav Nič, J. Brzák-Felix, B. Kudrna, M. Drastík, J. Šulc, K. Koníček               |               | Stříbrná medaile |                  |
| 1949 Ženeva              | kánoe C2 hlídky muži | Miroslav Drastík, J. Brzák-Felix, B. Kudrna, V. Nič, J. Šulc, K. Koníček             |               | Stříbrná medaile |                  |
| 1949 Ženeva              | kánoe C2 hlídky muži | Jan Šulc, J. Brzák-Felix, B. Kudrna, V. Nič, M. Drastík, , K. Koníček                |               | Stříbrná medaile |                  |
| 1949 Ženeva              | kánoe C2 hlídky muži | Karel Koníček, J. Brzák-Felix, B. Kudrna, V. Nič, M. Drastík, J. Šulc                |               | Stříbrná medaile |                  |
| 1949 Ženeva              | kánoe C1 muži        | Jan Brzák-Felix                                                                      |               |                  | Bronzová medaile |
| 1949 Ženeva              | kánoe C2 muži        | Jan Brzák-Felix, B. Kudrna                                                           |               |                  | Bronzová medaile |
| 1949 Ženeva              | kánoe C2 muži        | Bohumil Kudrna, J. Brzák-Felix                                                       |               |                  | Bronzová medaile |
| 1949 Ženeva              | kajak K1 hlídky muži | Bohuslav Fiala, A. Jeschke, J. Valeš                                                 |               |                  | Bronzová medaile |
| 1949 Ženeva              | kajak K1 hlídky muži | Alvin Jeschke, B. Fiala, J. Valeš                                                    |               |                  | Bronzová medaile |
| 1949 Ženeva              | kajak K1 hlídky muži | Jiří Valeš, B. Fiala, A. Jeschke                                                     |               |                  | Bronzová medaile |
| 1951 Steyr               | kánoe C1 hlídky muži | Václav Nič, J. Váňa, J. Pecka                                                        | Zlatá medaile |                  |                  |
| 1951 Steyr               | kánoe C1 hlídky muži | Jaroslav Váňa, V. Nič, J. Pecka                                                      | Zlatá medaile |                  |                  |
| 1951 Steyr               | kánoe C1 hlídky muži | Jan Pecka, V. Nič, J. Váňa                                                           | Zlatá medaile |                  |                  |
| 1951 Steyr               | kánoe C1 muži        | Jaroslav Váňa                                                                        |               | Stříbrná medaile |                  |
| 1951 Steyr               | kánoe C2 hlídky muži | Václav Nič, J. Šulc, B. Fiala, B. Berdych, V. Havel, J. Pecka                        |               | Stříbrná medaile |                  |
| 1951 Steyr               | kánoe C2 hlídky muži | Jan Šulc, V. Nič, B. Fiala, B. Berdych, V. Havel, J. Pecka                           |               | Stříbrná medaile |                  |
| 1951 Steyr               | kánoe C2 hlídky muži | Bohuslav Fiala, V. Nič, J. Šulc, B. Berdych, V. Havel, J. Pecka                      |               | Stříbrná medaile |                  |
| 1951 Steyr               | kánoe C2 hlídky muži | Bohumil Berdych, V. Nič, J. Šulc, B. Fiala, V. Havel, J. Pecka                       |               | Stříbrná medaile |                  |
| 1951 Steyr               | kánoe C2 hlídky muži | Václav Havel, V. Nič, J. Šulc, B. Fiala, B. Berdych, J. Pecka                        |               | Stříbrná medaile |                  |
| 1951 Steyr               | kánoe C2 hlídky muži | Jiří Pecka, V. Nič, J. Šulc, B. Fiala, B. Berdych, V. Havel                          |               | Stříbrná medaile |                  |
| 1951 Steyr               | kánoe C2 muži        | Václav Havel, J. Pecka                                                               |               |                  | Bronzová medaile |
| 1951 Steyr               | kánoe C2 muži        | Jiří Pecka, V. Havel                                                                 |               |                  | Bronzová medaile |
| 1953 Merano              | kánoe C1 hlídky muži | Vladimír Jirásek, J. Šulc, S. Jánský                                                 | Zlatá medaile |                  |                  |
| 1953 Merano              | kánoe C1 hlídky muži | Jan Šulc, V. Jirásek, S. Jánský                                                      | Zlatá medaile |                  |                  |
| 1953 Merano              | kánoe C1 hlídky muži | Stanislav Jánský, V. Jirásek, J. Šulc                                                | Zlatá medaile |                  |                  |
| 1953 Merano              | kajak K1 hlídky ženy | Jaroslava Havlová, D. Martanová, K. Havlová                                          | Zlatá medaile |                  |                  |
| 1953 Merano              | kajak K1 hlídky ženy | Dana Martanová, J. Havlová, K. Havlová                                               | Zlatá medaile |                  |                  |
| 1953 Merano              | kajak K1 hlídky ženy | Květa Havlová, J. Havlová, D. Martanová                                              | Zlatá medaile |                  |                  |
| 1953 Merano              | kánoe C1 muži        | Václav Nič                                                                           |               | Stříbrná medaile |                  |
| 1953 Merano              | kánoe C2 muži        | Václav Nič, J. Šulc                                                                  |               | Stříbrná medaile |                  |
| 1953 Merano              | kánoe C2 muži        | Jan Šulc, V. Nič                                                                     |               | Stříbrná medaile |                  |
| 1953 Merano              | kánoe C1 muži        | Vladimír Jirásek                                                                     |               |                  | Bronzová medaile |
| 1953 Merano              | kánoe C2 hlídky muži | Josef Hendrych, J. Hradil, V. Havel, J. Pecka, M. Čihák, J. Pecka                    |               |                  | Bronzová medaile |
| 1953 Merano              | kánoe C2 hlídky muži | Jiří Hradil, J. Hendrych, V. Havel, J. Pecka, M. Čihák, J. Pecka                     |               |                  | Bronzová medaile |
| 1953 Merano              | kánoe C2 hlídky muži | Václav Havel, J. Hendrych, J. Hradil, J. Pecka, M. Čihák, J. Pecka                   |               |                  | Bronzová medaile |
| 1953 Merano              | kánoe C2 hlídky muži | Jiří Pecka, J. Hendrych, J. Hradil, V. Havel, M. Čihák, J. Pecka                     |               |                  | Bronzová medaile |
| 1953 Merano              | kánoe C2 hlídky muži | Miroslav Čihák, J. Hendrych, J. Hradil, V. Havel, J. Pecka, J. Pecka                 |               |                  | Bronzová medaile |
| 1953 Merano              | kánoe C2 hlídky muži | Jan Pecka, J. Hendrych, J. Hradil, V. Havel, J. Pecka, M. Čihák                      |               |                  | Bronzová medaile |
| 1953 Merano              | kajak K1 ženy        | Dana Martanová                                                                       |               |                  | Bronzová medaile |
| 1955 Tacen               | kánoe C1 muži        | Vladimír Jirásek                                                                     | Zlatá medaile |                  |                  |
| 1955 Tacen               | kánoe C1 hlídky muži | Vladimír Jirásek, J. Hradil, L. Beneš                                                | Zlatá medaile |                  |                  |
| 1955 Tacen               | kánoe C1 hlídky muži | Jiří Hradil, V. Jirásek, L. Beneš                                                    | Zlatá medaile |                  |                  |
| 1955 Tacen               | kánoe C1 hlídky muži | Luděk Beneš, V. Jirásek, J. Hradil                                                   | Zlatá medaile |                  |                  |
| 1955 Tacen               | kánoe C2 hlídky muži | František Hrabě, J. Kotana, V. Lánský, J. Hendrych, R. Flégr, M. Řehoř               | Zlatá medaile |                  |                  |
| 1955 Tacen               | kánoe C2 hlídky muži | Jiří Kotana, F. Hrabě, V. Lánský, J. Hendrych, R. Flégr, M. Řehoř                    | Zlatá medaile |                  |                  |
| 1955 Tacen               | kánoe C2 hlídky muži | Vladimír Lánský, F. Hrabě, J. Kotana, J. Hendrych, R. Flégr, M. Řehoř                | Zlatá medaile |                  |                  |
| 1955 Tacen               | kánoe C2 hlídky muži | Josef Hendrych, F. Hrabě, J. Kotana, V. Lánský, R. Flégr, M. Řehoř                   | Zlatá medaile |                  |                  |
| 1955 Tacen               | kánoe C2 hlídky muži | Rudolf Flégr, F. Hrabě, J. Kotana, V. Lánský, J. Hendrych, M. Řehoř                  | Zlatá medaile |                  |                  |
| 1955 Tacen               | kánoe C2 hlídky muži | Milan Řehoř, F. Hrabě, J. Kotana, V. Lánský, J. Hendrych, R. Flégr                   | Zlatá medaile |                  |                  |
| 1955 Tacen               | kánoe C2 mix         | Dana Martanová, J. Pecka                                                             | Zlatá medaile |                  |                  |
| 1955 Tacen               | kánoe C2 mix         | Jiří Pecka, D. Martanová                                                             | Zlatá medaile |                  |                  |
| 1955 Tacen               | kánoe C1 muži        | Luděk Beneš                                                                          |               | Stříbrná medaile |                  |
| 1955 Tacen               | kánoe C2 muži        | František Hrabě, J. Kotana                                                           |               |                  | Bronzová medaile |
| 1955 Tacen               | kánoe C2 muži        | Jiří Kotana, F. Hrabě                                                                |               |                  | Bronzová medaile |
| 1955 Tacen               | kajak K1 hlídky muži | Dimitrij Skolil, V. Cibák, Z. Matějovský                                             |               |                  | Bronzová medaile |
| 1955 Tacen               | kajak K1 hlídky muži | Vladimír Cibák, D. Skolil, Z. Matějovský                                             |               |                  | Bronzová medaile |
| 1955 Tacen               | kajak K1 hlídky muži | Zdeněk Matějovský, D. Skolil, V. Cibák                                               |               |                  | Bronzová medaile |
| 1955 Tacen               | kajak K1 hlídky ženy | Jaroslava Havlová, K. Havlová, R. Knýová                                             |               |                  | Bronzová medaile |
| 1955 Tacen               | kajak K1 hlídky ženy | Květa Havlová, J. Havlová, R. Knýová                                                 |               |                  | Bronzová medaile |
| 1955 Tacen               | kajak K1 hlídky ženy | Renata Knýová, J. Havlová, K. Havlová                                                |               |                  | Bronzová medaile |
| 1955 Tacen               | kánoe C2 mix         | Jarmila Pacherová, M. Čihák                                                          |               |                  | Bronzová medaile |
| 1955 Tacen               | kánoe C2 mix         | Miroslav Čihák, J. Pacherová                                                         |               |                  | Bronzová medaile |
| 1957 Augsburg            | kánoe C2 hlídky muži | Rudolf Flég, M. Řehoř, V. Havel, J. Hendrych, F. Hrabě, J. Kotana                    | Zlatá medaile |                  |                  |
| 1957 Augsburg            | kánoe C2 hlídky muži | Milan Řehoř, R. Flégr, V. Havel, J. Hendrych, F. Hrabě, J. Kotana                    | Zlatá medaile |                  |                  |
| 1957 Augsburg            | kánoe C2 hlídky muži | Václav Havel, R. Flégr, M. Řehoř, J. Hendrych, F. Hrabě, J. Kotana                   | Zlatá medaile |                  |                  |
| 1957 Augsburg            | kánoe C2 hlídky muži | Josef Hendrych, R. Flégr, M. Řehoř, V. Havel, F. Hrabě, J. Kotana                    | Zlatá medaile |                  |                  |
| 1957 Augsburg            | kánoe C2 hlídky muži | František Hrabě, R. Flégr, M. Řehoř, V. Havel, J. Hendrych, J. Kotana                | Zlatá medaile |                  |                  |
| 1957 Augsburg            | kánoe C2 hlídky muži | Jiří Kotana, R. Flégr, M. Řehoř, V. Havel, J. Hendrych, F. Hrabě                     | Zlatá medaile |                  |                  |
| 1957 Augsburg            | kánoe C2 muži        | Václav Havel, J. Hendrych                                                            |               | Stříbrná medaile |                  |
| 1957 Augsburg            | kánoe C2 muži        | Josef Hendrych, V. Havel                                                             |               | Stříbrná medaile |                  |
| 1957 Augsburg            | kajak K1 muži        | Dimitrij Skolil                                                                      |               | Stříbrná medaile |                  |
| 1957 Augsburg            | kajak K1 hlídky muži | Vladimír Cibák, J. Pára, D. Skolil                                                   |               | Stříbrná medaile |                  |
| 1957 Augsburg            | kajak K1 hlídky muži | Jan Pára, V. Cibák, D. Skolil                                                        |               | Stříbrná medaile |                  |
| 1957 Augsburg            | kajak K1 hlídky muži | Dimitrij Skolil, V. Cibák, J. Pára                                                   |               | Stříbrná medaile |                  |
| 1957 Augsburg            | kánoe C1 hlídky muži | Luděk Beneš, J. Hradil, V. Jirásek                                                   |               |                  | Bronzová medaile |
| 1957 Augsburg            | kánoe C1 hlídky muži | Jiří Hradil, L. Beneš, V. Jirásek                                                    |               |                  | Bronzová medaile |
| 1957 Augsburg            | kánoe C1 hlídky muži | Vladimír Jirásek, L. Beneš, J. Hradil                                                |               |                  | Bronzová medaile |
| 1957 Augsburg            | kánoe C2 muži        | František Hrabě, J. Kotana                                                           |               |                  | Bronzová medaile |
| 1957 Augsburg            | kánoe C2 muži        | Jiří Kotana, F. Hrabě                                                                |               |                  | Bronzová medaile |
| 1959 Ženeva              | kánoe C1 muži        | Vladimír Jirásek                                                                     | Zlatá medaile |                  |                  |
| 1959 Ženeva              | kánoe C1 hlídky muži | Luděk Beneš, V. Janovský, V. Jirásek                                                 | Zlatá medaile |                  |                  |
| 1959 Ženeva              | kánoe C1 hlídky muži | Václav Janovský, L. Beneš, V. Jirásek                                                | Zlatá medaile |                  |                  |
| 1959 Ženeva              | kánoe C1 hlídky muži | Vladimír Jirásek, L. Beneš, V. Janovský                                              | Zlatá medaile |                  |                  |
| 1959 Ženeva              | kánoe C2 muži        | Václav Havel, J. Hendrych                                                            |               | Stříbrná medaile |                  |
| 1959 Ženeva              | kánoe C2 muži        | Josef Hendrych, V. Havel                                                             |               | Stříbrná medaile |                  |
| 1959 Ženeva              | kánoe C2 hlídky muži | Miroslav Čihák, V. Lánský, V. Havel, J. Hendrych, M. Horyna, M. Kný                  |               | Stříbrná medaile |                  |
| 1959 Ženeva              | kánoe C2 hlídky muži | Vladimír Lánský, M. Čihák, V. Havel, J. Hendrych, M. Horyna, M. Kný                  |               | Stříbrná medaile |                  |
| 1959 Ženeva              | kánoe C2 hlídky muži | Václav Havel, M. Čihák, V. Lánský, J. Hendrych, M. Horyna, M. Kný                    |               | Stříbrná medaile |                  |
| 1959 Ženeva              | kánoe C2 hlídky muži | Josef Hendrych, M. Čihák, V. Lánský, V. Havel, M. Horyna, M. Kný                     |               | Stříbrná medaile |                  |
| 1959 Ženeva              | kánoe C2 hlídky muži | Milan Horyna, M. Čihák, V. Lánský, V. Havel, J. Hendrych, M. Kný                     |               | Stříbrná medaile |                  |
| 1959 Ženeva              | kánoe C2 hlídky muži | Milan Kný, M. Čihák, V. Lánský, V. Havel, J. Hendrych, M. Horyna                     |               | Stříbrná medaile |                  |
| 1959 Ženeva              | kajak K1 hlídky muži | Jan Pára, V. Cibák, Z. Košťál                                                        |               | Stříbrná medaile |                  |
| 1959 Ženeva              | kajak K1 hlídky muži | Vladimír Cibák, J. Pára, Z. Košťál                                                   |               | Stříbrná medaile |                  |
| 1959 Ženeva              | kajak K1 hlídky muži | Zdeněk Košťál, J. Pára, V. Cibák                                                     |               | Stříbrná medaile |                  |
| 1961 Hainsberg           | kánoe C1 hlídky muži | Tibor Sýkora, J. Pollert, B. Pospíchal                                               | Zlatá medaile |                  |                  |
| 1961 Hainsberg           | kánoe C1 hlídky muži | Jaroslav Pollert, T. Sýkora, B. Pospíchal                                            | Zlatá medaile |                  |                  |
| 1961 Hainsberg           | kánoe C1 hlídky muži | Bohuslav Pospíchal, T. Sýkora, J. Pollert                                            | Zlatá medaile |                  |                  |
| 1961 Hainsberg           | kajak K1 ženy        | Ludmila Veberová                                                                     | Zlatá medaile |                  |                  |
| 1961 Hainsberg           | kánoe C2 mix         | Vratislava Nováková, K. Novák                                                        | Zlatá medaile |                  |                  |
| 1961 Hainsberg           | kánoe C2 mix         | Karel Novák, V. Nováková                                                             | Zlatá medaile |                  |                  |
| 1961 Hainsberg           | kánoe C1 muži        | Bohuslav Pospíchal                                                                   |               | Stříbrná medaile |                  |
| 1961 Hainsberg           | kánoe C2 muži        | Miroslav Stach, Z. Valenta                                                           |               | Stříbrná medaile |                  |
| 1961 Hainsberg           | kánoe C2 muži        | Zdeněk Valenta, M. Stach                                                             |               | Stříbrná medaile |                  |
| 1961 Hainsberg           | kánoe C2 hlídky muži | Zdeněk Baumruk, J. Polák, J. Hendrych, V. Lánský, M. Stach, Z. Valenta               |               | Stříbrná medaile |                  |
| 1961 Hainsberg           | kánoe C2 hlídky muži | Josef Polák, Z. Baumruk, J. Hendrych, V. Lánský, M. Stach, Z. Valenta                |               | Stříbrná medaile |                  |
| 1961 Hainsberg           | kánoe C2 hlídky muži | Josef Hendrych, Z. Baumruk, J. Polák, V. Lánský, M. Stach, Z. Valenta                |               | Stříbrná medaile |                  |
| 1961 Hainsberg           | kánoe C2 hlídky muži | Vladimír Lánský, Z. Baumruk, J. Polák, J. Hendrych, M. Stach, Z. Valenta             |               | Stříbrná medaile |                  |
| 1961 Hainsberg           | kánoe C2 hlídky muži | Miroslav Stach, Z. Baumruk, J. Polák, J. Hendrych, V. Lánský, Z. Valenta             |               | Stříbrná medaile |                  |
| 1961 Hainsberg           | kánoe C2 hlídky muži | Zdeněk Valenta, Z. Baumruk, J. Polák, J. Hendrych, V. Lánský, M. Stach               |               | Stříbrná medaile |                  |
| 1961 Hainsberg           | kajak K1 hlídky muži | Jaroslav Vyhlíd, J. Černý, Z. Košťál                                                 |               | Stříbrná medaile |                  |
| 1961 Hainsberg           | kajak K1 hlídky muži | Jiří Černý, J. Vyhlíd, Z. Košťál                                                     |               | Stříbrná medaile |                  |
| 1961 Hainsberg           | kajak K1 hlídky muži | Zdeněk Košťál, J. Vyhlíd, Jiří Černý                                                 |               | Stříbrná medaile |                  |
| 1961 Hainsberg           | kajak K1 muži        | Jiří Černý                                                                           |               |                  | Bronzová medaile |
| 1961 Hainsberg           | kánoe C2 mix         | Jarmila Pacherová, V. Nič                                                            |               |                  | Bronzová medaile |
| 1961 Hainsberg           | kánoe C2 mix         | Václav Nič, J. Pacherová                                                             |               |                  | Bronzová medaile |
| 1963 Spittal an der Drau | kajak K1 ženy        | Ludmila Veberová                                                                     | Zlatá medaile |                  |                  |
| 1963 Spittal an der Drau | kajak K1 hlídky ženy | Ludmila Veberová, J. Zvěřinová, R. Knýová                                            |               | Stříbrná medaile |                  |
| 1963 Spittal an der Drau | kajak K1 hlídky ženy | Jana Zvěřinová, L. Veberová, R. Knýová                                               |               | Stříbrná medaile |                  |
| 1963 Spittal an der Drau | kajak K1 hlídky ženy | Renata Knýová, L. Veberová, J. Zvěřinová                                             |               | Stříbrná medaile |                  |
| 1963 Spittal an der Drau | kajak K1 muži        | Jiří Černý                                                                           |               |                  | Bronzová medaile |
| 1963 Spittal an der Drau | kajak K1 ženy        | Jana Zvěřinová                                                                       |               |                  | Bronzová medaile |
| 1963 Spittal an der Drau | kánoe C2 mix         | Vratislava Nováková, K. Novák                                                        |               |                  | Bronzová medaile |
| 1963 Spittal an der Drau | kánoe C2 mix         | Karel Novák, V. Nováková                                                             |               |                  | Bronzová medaile |
| 1965 Spittal an der Drau | kánoe C1 hlídky muži | Jiří Vočka, L. Beneš, B. Pospíchal                                                   | Zlatá medaile |                  |                  |
| 1965 Spittal an der Drau | kánoe C1 hlídky muži | Luděk Beneš, J. Vočka, B. Pospíchal                                                  | Zlatá medaile |                  |                  |
| 1965 Spittal an der Drau | kánoe C1 hlídky muži | Bohuslav Pospíchal, J. Vočka, L. Beneš                                               | Zlatá medaile |                  |                  |
| 1965 Spittal an der Drau | kánoe C2 hlídky muži | Ladislav Měšťan, Z. Měšťan, E. Pollert, J. Pollert, J. Brejcha, M. Kalas             | Zlatá medaile |                  |                  |
| 1965 Spittal an der Drau | kánoe C2 hlídky muži | Zdeněk Měšťan, L. Měšťan, E. Pollert, J. Pollert, J. Brejcha, M. Kalas               | Zlatá medaile |                  |                  |
| 1965 Spittal an der Drau | kánoe C2 hlídky muži | Emil Pollert, L. Měšťan, Z. Měšťan, J. Pollert, J. Brejcha, M. Kalas                 | Zlatá medaile |                  |                  |
| 1965 Spittal an der Drau | kánoe C2 hlídky muži | Jaroslav Pollert, L. Měšťan, Z. Měšťan, E. Pollert, J. Brejcha, M. Kalas             | Zlatá medaile |                  |                  |
| 1965 Spittal an der Drau | kánoe C2 hlídky muži | Jaroslav Brejcha, L. Měšťan, Z. Měšťan, E. Pollert, J. Pollert, M. Kalas             | Zlatá medaile |                  |                  |
| 1965 Spittal an der Drau | kánoe C2 hlídky muži | Milan Kalas, L. Měšťan, Z. Měšťan, E. Pollert, J. Pollert, J. Brejcha                | Zlatá medaile |                  |                  |
| 1965 Spittal an der Drau | kánoe C2 mix         | Ludmilla Sirotková, V. Janoušek                                                      | Zlatá medaile |                  |                  |
| 1965 Spittal an der Drau | kánoe C2 mix         | Václav Janoušek, L. Sirotková                                                        | Zlatá medaile |                  |                  |
| 1965 Spittal an der Drau | kánoe C1 muži        | Luděk Beneš                                                                          |               | Stříbrná medaile |                  |
| 1965 Spittal an der Drau | kánoe C2 muži        | Jiří Dejl, Z. Fifka                                                                  |               | Stříbrná medaile |                  |
| 1965 Spittal an der Drau | kánoe C2 muži        | Zdeněk Fifka,J. Dejl                                                                 |               | Stříbrná medaile |                  |
| 1965 Spittal an der Drau | kajak K1 hlídky ženy | Bohumila Kapplová, R. Knýová, L. Polesná                                             |               | Stříbrná medaile |                  |
| 1965 Spittal an der Drau | kajak K1 hlídky ženy | Renata Knýová, B. Kapplová, L. Polesná                                               |               | Stříbrná medaile |                  |
| 1965 Spittal an der Drau | kajak K1 hlídky ženy | Ludmila Polesná, B. Kapplová, R. Knýová                                              |               | Stříbrná medaile |                  |
| 1965 Spittal an der Drau | kánoe C2 mix         | Jiřina Šedivcová, J. Šedivec                                                         |               | Stříbrná medaile |                  |
| 1965 Spittal an der Drau | kánoe C2 mix         | Josef Šedivec, J. Šedivcová                                                          |               | Stříbrná medaile |                  |
| 1965 Spittal an der Drau | kánoe C2 hlídky mix  | Milada Absolonová, A. Absolon, L. Sirotková, V. Janoušek, J. Šedivcová, J. Šedivec   |               | Stříbrná medaile |                  |
| 1965 Spittal an der Drau | kánoe C2 hlídky mix  | Antonín Absolon, M. Absolonová, L. Sirotková, V. Janoušek, J. Šedivcová, J. Šedivec  |               | Stříbrná medaile |                  |
| 1965 Spittal an der Drau | kánoe C2 hlídky mix  | Ludmilla Sirotková, M. Absolonová, A. Absolon, V. Janoušek, J. Šedivcová, J. Šedivec |               | Stříbrná medaile |                  |
| 1965 Spittal an der Drau | kánoe C2 hlídky mix  | Václav Janoušek, M. Absolonová, A. Absolon, L. Sirotková, J. Šedivcová, J. Šedivec   |               | Stříbrná medaile |                  |
| 1965 Spittal an der Drau | kánoe C2 hlídky mix  | Jiřina Šedivcová, M. Absolonová, A. Absolon, L. Sirotková, V. Janoušek, J. Šedivec   |               | Stříbrná medaile |                  |
| 1965 Spittal an der Drau | kánoe C2 hlídky mix  | Josef Šedivec, M. Absolonová, A. Absolon, L. Sirotková, V. Janoušek, J. Šedivcová    |               | Stříbrná medaile |                  |
| 1967 Lipno nad Vltavou   | kánoe C1 hlídky muži | Karel Kumpfmüller, B. Pospíchal, P. Sodomka                                          | Zlatá medaile |                  |                  |
| 1967 Lipno nad Vltavou   | kánoe C1 hlídky muži | Bohuslav Pospíchal, K. Kumpfmüller, P. Sodomka                                       | Zlatá medaile |                  |                  |
| 1967 Lipno nad Vltavou   | kánoe C1 hlídky muži | Petr Sodomka, K. Kumpfmüller, B. Pospíchal                                           | Zlatá medaile |                  |                  |
| 1967 Lipno nad Vltavou   | kánoe C2 muži        | Miroslav Stach, Z. Valenta                                                           | Zlatá medaile |                  |                  |
| 1967 Lipno nad Vltavou   | kánoe C2 muži        | Zdeněk Valenta, M. Stach                                                             | Zlatá medaile |                  |                  |
| 1967 Lipno nad Vltavou   | kajak K1 ženy        | Ludmila Polesná                                                                      | Zlatá medaile |                  |                  |
| 1967 Lipno nad Vltavou   | kánoe C2 mix         | Milan Svoboda, J. Krčálová                                                           | Zlatá medaile |                  |                  |
| 1967 Lipno nad Vltavou   | kánoe C2 mix         | Jaroslava Krčálová, M. Svoboda                                                       | Zlatá medaile |                  |                  |
| 1967 Lipno nad Vltavou   | kánoe C2 muži        | Milan Horyna, V. Janoušek                                                            |               | Stříbrná medaile |                  |
| 1967 Lipno nad Vltavou   | kánoe C2 muži        | Václav Janoušek, M. Horyna                                                           |               | Stříbrná medaile |                  |
| 1967 Lipno nad Vltavou   | kánoe C2 hlídky muži | Milan Horyna, V. Janoušek, L. Měšťan, Z. Měšťan, M. Stach, Z. Valenta                |               | Stříbrná medaile |                  |
| 1967 Lipno nad Vltavou   | kánoe C2 hlídky muži | Václav Janoušek, M. Horyna, L. Měšťan, Z. Měšťan, M. Stach, Z.                       |               | Stříbrná medaile |                  |
| 1967 Lipno nad Vltavou   | kánoe C2 hlídky muži | Ladislav Měšťan, M. Horyna, V. Janoušek, Z. Měšťan, M. Stach, Z. Valenta             |               | Stříbrná medaile |                  |
| 1967 Lipno nad Vltavou   | kánoe C2 hlídky muži | Zdeněk Měšťan, M. Horyna, V. Janoušek, L. Měšťan, M. Stach, Z. Valenta               |               | Stříbrná medaile |                  |
| 1967 Lipno nad Vltavou   | kánoe C2 hlídky muži | Miroslav Stach, M. Horyna, V. Janoušek, L. Měšťan, Z. Měšťan, Z. Valenta             |               | Stříbrná medaile |                  |
| 1967 Lipno nad Vltavou   | kánoe C2 hlídky muži | Zdeněk Valenta, M. Horyna, V. Janoušek, L. Měšťan, Z. Měšťan, M. Stach               |               | Stříbrná medaile |                  |
| 1967 Lipno nad Vltavou   | kajak K1 hlídky ženy | Jana Zvěřinová, B. Kapplová, L. Polesná                                              |               | Stříbrná medaile |                  |
| 1967 Lipno nad Vltavou   | kajak K1 hlídky ženy | Bohumila Kapplová, J. Zvěřinová, L. Polesná                                          |               | Stříbrná medaile |                  |
| 1967 Lipno nad Vltavou   | kajak K1 hlídky ženy | Ludmila Polesná, J. Zvěřinová, B. Kapplová                                           |               | Stříbrná medaile |                  |
| 1967 Lipno nad Vltavou   | kánoe C1 muži        | Karel Kumpfmüller                                                                    |               |                  | Bronzová medaile |
| 1967 Lipno nad Vltavou   | kánoe C2 muži        | Ladislav Měšťan, Z. Měšťan                                                           |               |                  | Bronzová medaile |
| 1967 Lipno nad Vltavou   | kánoe C2 muži        | Zdeněk Měšťan, L. Měšťan                                                             |               |                  | Bronzová medaile |
| 1969 Bourg-Saint-Maurice | kajak K1 ženy        | Ludmila Polesná                                                                      | Zlatá medaile |                  |                  |
| 1969 Bourg-Saint-Maurice | kánoe C2 mix         | Jitka Traplová, M. Svoboda                                                           | Zlatá medaile |                  |                  |
| 1969 Bourg-Saint-Maurice | kánoe C2 mix         | Milan Svoboda, J. Traplová                                                           | Zlatá medaile |                  |                  |
| 1969 Bourg-Saint-Maurice | kánoe C2 hlídky mix  | Hana Křížková, J. Koudela, J. Traplová, M. Svoboda, A. Prouzová, P. Horyna           | Zlatá medaile |                  |                  |
| 1969 Bourg-Saint-Maurice | kánoe C2 hlídky mix  | Jiří Koudela, H. Křížková, J. Traplová, M. Svoboda, A. Prouzová, P. Horyna           | Zlatá medaile |                  |                  |
| 1969 Bourg-Saint-Maurice | kánoe C2 hlídky mix  | Jitka Traplová, H. Křížková, J. Koudela, Milan Svoboda, A. Prouzová, P. Horyna       | Zlatá medaile |                  |                  |
| 1969 Bourg-Saint-Maurice | kánoe C2 hlídky mix  | Milan Svoboda, H. Křížková, J. Koudela, J. Traplová, A. Prouzová, P. Horyna          | Zlatá medaile |                  |                  |
| 1969 Bourg-Saint-Maurice | kánoe C2 hlídky mix  | Alena Prouzová, H. Křížková, J. Koudela, J. Traplová, M. Svoboda, P. Horyna          | Zlatá medaile |                  |                  |
| 1969 Bourg-Saint-Maurice | kánoe C2 hlídky mix  | Petr Horyna, H. Křížková, J. Koudela, J. Traplová, M. Svoboda, A. Prouzová           | Zlatá medaile |                  |                  |
| 1969 Bourg-Saint-Maurice | kánoe C1 hlídky muži | František Kadaňka, Z. Pulec, P. Sodomka                                              |               | Stříbrná medaile |                  |
| 1969 Bourg-Saint-Maurice | kánoe C1 hlídky muži | Zbyněk Pulec, F. Kadaňka, P. Sodomka                                                 |               | Stříbrná medaile |                  |
| 1969 Bourg-Saint-Maurice | kánoe C1 hlídky muži | Petr Sodomka, F. Kadaňka, Z. Pulec                                                   |               | Stříbrná medaile |                  |
| 1969 Bourg-Saint-Maurice | kánoe C2 muži        | Zdeněk Měšťan, L. Měšťan                                                             |               | Stříbrná medaile |                  |
| 1969 Bourg-Saint-Maurice | kánoe C2 muži        | Ladislav Měšťan, Z. Měšťan                                                           |               | Stříbrná medaile |                  |
| 1969 Bourg-Saint-Maurice | kánoe C2 hlídky muži | Zdeněk Valenta, M. Stach, J. Dejl, Z. Sklenář, Z. Měšťan, L. Měšťan                  |               | Stříbrná medaile |                  |
| 1969 Bourg-Saint-Maurice | kánoe C2 hlídky muži | Miroslav Stach, Z. Valenta, J. Dejl, Z. Sklenář, Z. Měšťan, L. Měšťan                |               | Stříbrná medaile |                  |
| 1969 Bourg-Saint-Maurice | kánoe C2 hlídky muži | Jiří Dejl, Z. Valenta, M. Stach, Z. Sklenář, Z. Měšťan, L. Měšťan                    |               | Stříbrná medaile |                  |
| 1969 Bourg-Saint-Maurice | kánoe C2 hlídky muži | Zdeněk Sklenář, Z. Valenta, M. Stach, J. Dejl, Z. Měšťan, L. Měšťan                  |               | Stříbrná medaile |                  |
| 1969 Bourg-Saint-Maurice | kánoe C2 hlídky muži | Zdeněk Měšťan, Z. Valenta, M. Stach, J. Dejl, Z. Sklenář, L. Měšťan                  |               | Stříbrná medaile |                  |
| 1969 Bourg-Saint-Maurice | kánoe C2 hlídky muži | Ladislav Měšťan, Z. Valenta, M. Stach, J. Dejl, Z. Sklenář, Z. Měšťan                |               | Stříbrná medaile |                  |
| 1969 Bourg-Saint-Maurice | kajak K1 hlídky ženy | Bohumila Kapplová, J. Zvěřinová, L. Polesná                                          |               | Stříbrná medaile |                  |
| 1969 Bourg-Saint-Maurice | kajak K1 hlídky ženy | Jana Zvěřinová, B. Kapplová, L. Polesná                                              |               | Stříbrná medaile |                  |
| 1969 Bourg-Saint-Maurice | kajak K1 hlídky ženy | Ludmila Polesná, B. Kapplová, J. Zvěřinová                                           |               | Stříbrná medaile |                  |
| 1969 Bourg-Saint-Maurice | kánoe C1 muži        | Zbyněk Pulec                                                                         |               |                  | Bronzová medaile |
| 1969 Bourg-Saint-Maurice | kánoe C2 hlídky muži | Zdeněk Valenta, M. Stach                                                             |               |                  | Bronzová medaile |
| 1969 Bourg-Saint-Maurice | kánoe C2 hlídky muži | Miroslav Stach, Z. Valenta                                                           |               |                  | Bronzová medaile |
| 1969 Bourg-Saint-Maurice | kajak K1 ženy        | Jana Zvěřinová                                                                       |               |                  | Bronzová medaile |
| 1969 Bourg-Saint-Maurice | kánoe C2 mix         | Hana Křížková, J. Koudela                                                            |               |                  | Bronzová medaile |
| 1969 Bourg-Saint-Maurice | kánoe C2 mix         | Jiří Koudela, H. Křížková                                                            |               |                  | Bronzová medaile |
| 1971 Merano              | kánoe C2 mix         | Hana Křížková, J. Koudela                                                            | Zlatá medaile |                  |                  |
| 1971 Merano              | kánoe C2 mix         | Jiří Koudela, H. Křížková                                                            | Zlatá medaile |                  |                  |
| 1971 Merano              | kajak K1 ženy        | Ludmila Polesná                                                                      |               | Stříbrná medaile |                  |
| 1971 Merano              | kánoe C2 mix         | Jitka Legatová, M. Svoboda                                                           |               | Stříbrná medaile |                  |
| 1971 Merano              | kánoe C2 mix         | Milan Svoboda, J. Legatová                                                           |               | Stříbrná medaile |                  |
| 1971 Merano              | kánoe C1 muži        | Petr Sodomka                                                                         |               |                  | Bronzová medaile |
| 1971 Merano              | kánoe C1 hlídky muži | Zbyněk Pulec, K. Třešňák, P. Sodomka                                                 |               |                  | Bronzová medaile |
| 1971 Merano              | kánoe C1 hlídky muži | Karel Třešňák, Z. Pulec, P. Sodomka                                                  |               |                  | Bronzová medaile |
| 1971 Merano              | kánoe C1 hlídky muži | Petr Sodomka, Z. Pulec, K. Třešňák                                                   |               |                  | Bronzová medaile |
| 1971 Merano              | kánoe C2 hlídky muži | Ladislav Měšťan, Z. Měšťan, A. Brabec, F. Kadaňka, M. Horyna, V. Janoušek            |               |                  | Bronzová medaile |
| 1971 Merano              | kánoe C2 hlídky muži | Zdeněk Měšťan, L. Měšťan, A. Brabec, F. Kadaňka, M. Horyna, V. Janoušek              |               |                  | Bronzová medaile |
| 1971 Merano              | kánoe C2 hlídky muži | Antonín Brabec, L. Měšťan, Z. Měšťan, F. Kadaňka, M. Horyna, V. Janoušek             |               |                  | Bronzová medaile |
| 1971 Merano              | kánoe C2 hlídky muži | František Kadaňka, L. Měšťan, Z. Měšťan, A. Brabec, M. Horyna, V. Janoušek           |               |                  | Bronzová medaile |
| 1971 Merano              | kánoe C2 hlídky muži | Milan Horyna, L. Měšťan, Z. Měšťan, A. Brabec, F. Kadaňka, V. Janoušek               |               |                  | Bronzová medaile |
| 1971 Merano              | kánoe C2 hlídky muži | Václav Janoušek, L. Měšťan, Z. Měšťan, A. Brabec, F. Kadaňka, M. Horyna              |               |                  | Bronzová medaile |
| 1971 Merano              | kajak K1 hlídky ženy | Bohumila Kapplová, L. Polesná, I. Komancová                                          |               |                  | Bronzová medaile |
| 1971 Merano              | kajak K1 hlídky ženy | Ludmila Polesná, B. Kapplová, I. Komancová                                           |               |                  | Bronzová medaile |
| 1971 Merano              | kajak K1 hlídky ženy | Irena Komancová, B. Kapplová, L. Polesná                                             |               |                  | Bronzová medaile |
| 1971 Merano              | kánoe C2 mix         | Ludmilla Sirotková, J. Krejza                                                        |               |                  | Bronzová medaile |
| 1971 Merano              | kánoe C2 mix         | Jiří Krejza, L. Sirotková                                                            |               |                  | Bronzová medaile |
| 1973 Muotathal           | kánoe C1 hlídky muži | Jaroslav Radil, K. Třešňák, P. Sodomka                                               | Zlatá medaile |                  |                  |
| 1973 Muotathal           | kánoe C1 hlídky muži | Karel Třešňák, J. Radil, P. Sodomka                                                  | Zlatá medaile |                  |                  |
| 1973 Muotathal           | kánoe C1 hlídky muži | Petr Sodomka, J. Radil, K. Třešňák                                                   | Zlatá medaile |                  |                  |
| 1973 Muotathal           | kánoe C2 muži        | Jiří Krejza, J. Pollert                                                              | Zlatá medaile |                  |                  |
| 1973 Muotathal           | kánoe C2 muži        | Jaroslav Pollert, J. Krejza                                                          | Zlatá medaile |                  |                  |
| 1973 Muotathal           | kánoe C1 muži        | Karel Třešňák                                                                        |               | Stříbrná medaile |                  |
| 1973 Muotathal           | kánoe C2 hlídky muži | Josef Havela, B. Machát, A. Brabec, F. Kadaňka, J. Krejza, J. Pollert                |               | Stříbrná medaile |                  |
| 1973 Muotathal           | kánoe C2 hlídky muži | Bohumír Machát, J. Havela, A. Brabec, F. Kadaňka, J. Krejza, J. Pollert              |               | Stříbrná medaile |                  |
| 1973 Muotathal           | kánoe C2 hlídky muži | Antonín Brabec, J. Havela, B. Machát, F. Kadaňka, J. Krejza, J. Pollert              |               | Stříbrná medaile |                  |
| 1973 Muotathal           | kánoe C2 hlídky muži | František Kadaňka, J. Havela, B. Machát, A. Brabec, J. Krejza, J. Pollert            |               | Stříbrná medaile |                  |
| 1973 Muotathal           | kánoe C2 hlídky muži | Jiří Krejza, J. Havela, B. Machát, A. Brabec, F. Kadaňka, J. Pollert                 |               | Stříbrná medaile |                  |
| 1973 Muotathal           | kánoe C2 hlídky muži | Jaroslav Pollert, J. Havela, B. Machát, A. Brabec, F. Kadaňka, J. Krejza             |               | Stříbrná medaile |                  |
| 1975 Skopje              | kánoe C1 muži        | Petr Sodomka                                                                         | Zlatá medaile |                  |                  |
| 1975 Skopje              | kánoe C1 hlídky muži | Petr Sodomka, J. Radil, K. Třešňák                                                   | Zlatá medaile |                  |                  |
| 1975 Skopje              | kánoe C1 hlídky muži | Jaroslav Radil, P. Sodomka, K. Třešňák                                               | Zlatá medaile |                  |                  |
| 1975 Skopje              | kánoe C1 hlídky muži | Karel Třešňák, P. Sodomka, J. Radil                                                  | Zlatá medaile |                  |                  |
| 1975 Skopje              | kánoe C1 muži        | Jaroslav Radil                                                                       |               | Stříbrná medaile |                  |
| 1975 Skopje              | kánoe C2 hlídky muži | Svetomír Kmošťák, R. Halfar, F. Kadaňka, A. Brabec, J. Benhák, L. Benhák             |               | Stříbrná medaile |                  |
| 1975 Skopje              | kánoe C2 hlídky muži | Radomír Halfar, S. Kmošťák, F. Kadaňka, A. Brabec, J. Benhák, L. Benhák              |               | Stříbrná medaile |                  |
| 1975 Skopje              | kánoe C2 hlídky muži | František Kadaňka, S. Kmošťák, R. Halfar, A. Brabec, J. Benhák, L. Benhák            |               | Stříbrná medaile |                  |
| 1975 Skopje              | kánoe C2 hlídky muži | Antonín Brabec, S. Kmošťák, R. Halfar, F. Kadaňka, J. Benhák, L. Benhák              |               | Stříbrná medaile |                  |
| 1975 Skopje              | kánoe C2 hlídky muži | Jiří Benhák, S. Kmošťák, R. Halfar, F. Kadaňka, A. Brabec, L. Benhák                 |               | Stříbrná medaile |                  |
| 1975 Skopje              | kánoe C2 hlídky muži | Ladislav Benhák, S. Kmošťák, R. Halfar, F. Kadaňka, A. Brabec, J. Benhák             |               | Stříbrná medaile |                  |
| 1975 Skopje              | kánoe C2 muži        | František Kadaňka, A. Brabec                                                         |               |                  | Bronzová medaile |
| 1975 Skopje              | kánoe C2 muži        | Antonín Brabec, F. Kadaňka                                                           |               |                  | Bronzová medaile |
| 1975 Skopje              | kajak K1 hlídky ženy | Ludmila Polesná, B. Kapplová, J. Kubovčáková                                         |               |                  | Bronzová medaile |
| 1975 Skopje              | kajak K1 hlídky ženy | Bohumila Kapplová, L. Polesná, J. Kubovčáková                                        |               |                  | Bronzová medaile |
| 1975 Skopje              | kajak K1 hlídky ženy | Jana Kubovčáková, L. Polesná, B. Kapplová                                            |               |                  | Bronzová medaile |
| 1977 Spittal an der Drau | kánoe C1 muži        | Petr Sodomka                                                                         | Zlatá medaile |                  |                  |
| 1977 Spittal an der Drau | kánoe C2 hlídky muži | Jiří Benhák, L. Benhák, R. Halfar, S. Kmošťák, M. Nedvěd, P. Schwarc                 | Zlatá medaile |                  |                  |
| 1977 Spittal an der Drau | kánoe C2 hlídky muži | Ladislav Benhák, J. Benhák, R. Halfar, S. Kmošťák, M. Nedvěd, P. Schwarc             | Zlatá medaile |                  |                  |
| 1977 Spittal an der Drau | kánoe C2 hlídky muži | Radomír Halfar, J. Benhák, L. Benhák, S. Kmošťák, M. Nedvěd, P. Schwarc              | Zlatá medaile |                  |                  |
| 1977 Spittal an der Drau | kánoe C2 hlídky muži | Svetomír Kmošťák, J. Benhák, L. Benhák, R. Halfar, M. Nedvěd, P. Schwarc             | Zlatá medaile |                  |                  |
| 1977 Spittal an der Drau | kánoe C2 hlídky muži | Miroslav Nedvěd, J. Benhák, L. Benhák, R. Halfar, S. Kmošťák, P. Schwarc             | Zlatá medaile |                  |                  |
| 1977 Spittal an der Drau | kánoe C2 hlídky muži | Pavel Schwarc, J. Benhák, L. Benhák, R. Halfar, S. Kmošťák, M. Nedvěd                | Zlatá medaile |                  |                  |
| 1977 Spittal an der Drau | kánoe C2 muži        | Miroslav Nedvěd, Pavel Schwarc                                                       |               | Stříbrná medaile |                  |
| 1977 Spittal an der Drau | kánoe C2 muži        | Pavel Schwarc, Miroslav Nedvěd                                                       |               | Stříbrná medaile |                  |
| 1977 Spittal an der Drau | kánoe C1 muži        | Karel Třešňák                                                                        |               |                  | Bronzová medaile |
| 1977 Spittal an der Drau | kánoe C1 hlídky muži | Jaroslav Radil, K. Třešňák, P. Sodomka                                               |               |                  | Bronzová medaile |
| 1977 Spittal an der Drau | kánoe C1 hlídky muži | Karel Třešňák, J. Radil, P. Sodomka                                                  |               |                  | Bronzová medaile |
| 1977 Spittal an der Drau | kánoe C1 hlídky muži | Petr Sodomka, J. Radil, K. Třešňák                                                   |               |                  | Bronzová medaile |
| 1979 Jonquière           | kánoe C1 hlídky muži | Milan Gába, K. Třešňák, K. Ťoupalík                                                  |               |                  | Bronzová medaile |
| 1979 Jonquière           | kánoe C1 hlídky muži | Karel Třešňák, M. Gába, K. Ťoupalík                                                  |               |                  | Bronzová medaile |
| 1979 Jonquière           | kánoe C1 hlídky muži | Karel Ťoupalík, M. Gába, K. Třešňák                                                  |               |                  | Bronzová medaile |
| 1981 Bala                | kajak K1 muži        | Luboš Hilgert                                                                        |               | Stříbrná medaile |                  |
| 1983 Merano              | kánoe C2 hlídky muži | Miroslav Hajdučík, M. Kučera, D. Zaťko, Ľ. Tkáč, F. Slavík, J. Decastelo             | Zlatá medaile |                  |                  |
| 1983 Merano              | kánoe C2 hlídky muži | Milan Kučera, M. Hajdučík, D. Zaťko, Ľ. Tkáč, F. Slavík, J. Decastelo                | Zlatá medaile |                  |                  |
| 1983 Merano              | kánoe C2 hlídky muži | Dušan Zaťko, M. Hajdučík, M. Kučera, Ľ. Tkáč, F. Slavík, J. Decastelo                | Zlatá medaile |                  |                  |
| 1983 Merano              | kánoe C2 hlídky muži | Ľudovít Tkáč, M. Hajdučík, M. Kučera, D. Zaťko, F. Slavík, J. Decastelo              | Zlatá medaile |                  |                  |
| 1983 Merano              | kánoe C2 hlídky muži | František Slavík, M. Hajdučík, M. Kučera, D. Zaťko, Ľ. Tkáč, J. Decastelo            | Zlatá medaile |                  |                  |
| 1983 Merano              | kánoe C2 hlídky muži | Jiří Decastelo, M. Hajdučík, M. Kučera, D. Zaťko, Ľ. Tkáč, F. Slavík                 | Zlatá medaile |                  |                  |
| 1983 Merano              | kánoe C1 hlídky muži | Juraj Ontko, J. Hajdučík, K. Ťoupalík                                                |               | Stříbrná medaile |                  |
| 1983 Merano              | kánoe C1 hlídky muži | Jozef Hajdučík, J. Ontko, K. Ťoupalík                                                |               | Stříbrná medaile |                  |
| 1983 Merano              | kánoe C1 hlídky muži | Karel Ťoupalík, J. Ontko, J. Hajdučík                                                |               | Stříbrná medaile |                  |
| 1983 Merano              | kajak K1 hlídky muži | Luboš Hilgert, I. Hilgert, J. Měchura                                                |               |                  | Bronzová medaile |
| 1983 Merano              | kajak K1 hlídky muži | Ivan Hilgert, L. Hilgert, Jiří Měchura                                               |               |                  | Bronzová medaile |
| 1983 Merano              | kajak K1 hlídky muži | Jiří Měchura, L. Hilgert, I. Hilgert                                                 |               |                  | Bronzová medaile |
| 1983 Merano              | kajak K1 hlídky ženy | Marcela Košťálová, E. Stavařová, M. Kubričanová                                      |               |                  | Bronzová medaile |
| 1983 Merano              | kajak K1 hlídky ženy | Eva Stavařová, M. Košťálová, M. Kubričanová                                          |               |                  | Bronzová medaile |
| 1983 Merano              | kajak K1 hlídky ženy | Marcela Kubričanová, M. Košťálová, E. Stavařová                                      |               |                  | Bronzová medaile |
| 1985 Augsburg            | kánoe C2 hlídky muži | Jiří Rohan, M. Šimek, M. Hajdučík, M. Kučera, V. Beneš, O. Mohout                    | Zlatá medaile |                  |                  |
| 1985 Augsburg            | kánoe C2 hlídky muži | Miroslav Šimek, J. Rohan, M. Hajdučík, M. Kučera, V. Beneš, O. Mohout                | Zlatá medaile |                  |                  |
| 1985 Augsburg            | kánoe C2 hlídky muži | Miroslav Hajdučík, J. R., M. Šimek, M. Kučera, V. Beneš, O. Mohout                   | Zlatá medaile |                  |                  |
| 1985 Augsburg            | kánoe C2 hlídky muži | Milan Kučera, J. Rohan, M. Šimek, M. Hajdučík, V. Beneš, O. Mohout                   | Zlatá medaile |                  |                  |
| 1985 Augsburg            | kánoe C2 hlídky muži | Viktor Beneš, J. Rohan, M. Šimek, M. Hajdučík, M. Kučera, O. Mohout                  | Zlatá medaile |                  |                  |
| 1985 Augsburg            | kánoe C2 hlídky muži | Ondřej Mohout, J. Rohan, M. Šimek, M. Hajdučík, M. Kučera, V. Beneš                  | Zlatá medaile |                  |                  |
| 1985 Augsburg            | kajak K1 muži        | Luboš Hilgert                                                                        |               |                  | Bronzová medaile |
| 1987 Bourg-Saint-Maurice | kánoe C2 hlídky muži | Jiří Rohan, M. Šimek, M. Hajdučík, M. Kučera, V. Beneš, O. Mohout                    |               | Stříbrná medaile |                  |
| 1987 Bourg-Saint-Maurice | kánoe C2 hlídky muži | Miroslav Šimek, J. Rohan, M. Hajdučík, M. Kučera, V. Beneš, O. Mohout                |               | Stříbrná medaile |                  |
| 1987 Bourg-Saint-Maurice | kánoe C2 hlídky muži | Miroslav Hajdučík, J. R., M. Šimek, M. Kučera, V. Beneš, O. Mohout                   |               | Stříbrná medaile |                  |
| 1987 Bourg-Saint-Maurice | kánoe C2 hlídky muži | Milan Kučera, J. Rohan, M. Šimek, M. Hajdučík, V. Beneš, O. Mohout                   |               | Stříbrná medaile |                  |
| 1987 Bourg-Saint-Maurice | kánoe C2 hlídky muži | Viktor Beneš, J. Rohan, M. Šimek, M. Hajdučík, M. Kučera, O. Mohout                  |               | Stříbrná medaile |                  |
| 1987 Bourg-Saint-Maurice | kánoe C2 hlídky muži | Ondřej Mohout, J. Rohan, M. Šimek, M. Hajdučík, M. Kučera, V. Beneš                  |               | Stříbrná medaile |                  |
| 1987 Bourg-Saint-Maurice | kánoe C1 hlídky muži | Juraj Ontko, J. Hajdučík, J. Slúčik                                                  |               |                  | Bronzová medaile |
| 1987 Bourg-Saint-Maurice | kánoe C1 hlídky muži | Jozef Hajdučík, J. Ontko, J. Slúčik                                                  |               |                  | Bronzová medaile |
| 1987 Bourg-Saint-Maurice | kánoe C1 hlídky muži | Jaroslav Slúčik, J. Ontko, J. Hajdučík                                               |               |                  | Bronzová medaile |
| 1987 Bourg-Saint-Maurice | kánoe C2 muži        | Milan Kučera, M. Hajdučík                                                            |               |                  | Bronzová medaile |
| 1987 Bourg-Saint-Maurice | kánoe C2 muži        | Miroslav Hajdučík, M. Kučera                                                         |               |                  | Bronzová medaile |
| 1989 Augsburg            | kánoe C2 muži        | Jan Petříček, T. Petříček                                                            |               | Stříbrná medaile |                  |
| 1989 Augsburg            | kánoe C2 muži        | Tomáš Petříček, J. Petříček                                                          |               | Stříbrná medaile |                  |
| 1989 Augsburg            | kánoe C2 hlídky muži | Jiří Rohan, M. Šimek, J. Petříček, T. Petříček, M. Hajdučík, M. Kučera               |               | Stříbrná medaile |                  |
| 1989 Augsburg            | kánoe C2 hlídky muži | Miroslav Šimek, J. Rohan, J. Petříček, T. Petříček, M. Hajdučík, M. Kučera           |               | Stříbrná medaile |                  |
| 1989 Augsburg            | kánoe C2 hlídky muži | Jan Petříček, J. Rohan, M. Šimek, T. Petříček, M. Hajdučík, M. Kučera                |               | Stříbrná medaile |                  |
| 1989 Augsburg            | kánoe C2 hlídky muži | Tomáš Petříček, J. Rohan, M. Šimek, J. Petříček, M. Hajdučík, M. Kučera              |               | Stříbrná medaile |                  |
| 1989 Augsburg            | kánoe C2 hlídky muži | Miroslav Hajdučík, J. Rohan, M. Šimek, J. Petříček, T. Petříček, M. Kučera           |               | Stříbrná medaile |                  |
| 1989 Augsburg            | kánoe C2 hlídky muži | Milan Kučera, J. Rohan, M. Šimek, J. Petříček, T. Petříček, M. Hajdučík              |               | Stříbrná medaile |                  |
| 1989 Augsburg            | kajak K1 hlídky ženy | Zdenka Grossmannová, Š. Hilgertová, M. Hilgertová                                    |               |                  | Bronzová medaile |
| 1989 Augsburg            | kajak K1 hlídky ženy | Štěpánka Hilgertová, Z. Grossmannová, M. Hilgertová                                  |               |                  | Bronzová medaile |
| 1989 Augsburg            | kajak K1 hlídky ženy | Marcela Hilgertová, Z. Grossmannová, Š. Hilgertová                                   |               |                  | Bronzová medaile |
| 1991 Tacen               | kánoe C2 muži        | Jiří Rohan, M. Šimek                                                                 |               | Stříbrná medaile |                  |
| 1991 Tacen               | kánoe C2 muži        | Miroslav Šimek, J. Rohan                                                             |               | Stříbrná medaile |                  |
| 1991 Tacen               | kánoe C2 hlídky muži | Jiří Rohan, M. Šimek, P. Štercl, P. Štercl, V. Beneš, M. Kučera                      |               | Stříbrná medaile |                  |
| 1991 Tacen               | kánoe C2 hlídky muži | Miroslav Šimek, J. Rohan, P. Štercl, P. Štercl, V. Beneš, M. Kučera                  |               | Stříbrná medaile |                  |
| 1991 Tacen               | kánoe C2 hlídky muži | Petr Štercl, J. Rohan, M. Šimek, P. Štercl, V. Beneš, M. Kučera                      |               | Stříbrná medaile |                  |
| 1991 Tacen               | kánoe C2 hlídky muži | Pavel Štercl, J. Rohan, M. Šimek, P. Štercl, V. Beneš, M. Kučera                     |               | Stříbrná medaile |                  |
| 1991 Tacen               | kánoe C2 hlídky muži | Viktor Beneš, J. Rohan, M. Šimek, P. Štercl, P. Štercl, M. Kučera                    |               | Stříbrná medaile |                  |
| 1991 Tacen               | kánoe C2 hlídky muži | Milan Kučera, J. Rohan, M. Šimek, P. Štercl, P. Štercl, V. Beneš                     |               | Stříbrná medaile |                  |
| 1991 Tacen               | kajak K1 hlídky ženy | Zdenka Grossmannová, Š. Hilgertová, M. Sadilová                                      |               | Stříbrná medaile |                  |
| 1991 Tacen               | kajak K1 hlídky ženy | Štěpánka Hilgertová, Z. Grossmannová, M. Sadilová                                    |               | Stříbrná medaile |                  |
| 1991 Tacen               | kajak K1 hlídky ženy | Marcela Sadilová, Z. Grossmannová, Š. Hilgertová                                     |               | Stříbrná medaile |                  |
| 1991 Tacen               | kajak K1 hlídky muži | Luboš Hilgert, P. Nagy, P. Přindiš                                                   |               |                  | Bronzová medaile |
| 1991 Tacen               | kajak K1 hlídky muži | Peter Nagy, L. Hilgert, P. Přindiš                                                   |               |                  | Bronzová medaile |
| 1991 Tacen               | kajak K1 hlídky muži | Pavel Přindiš, L. Hilgert, P. Nagy                                                   |               |                  | Bronzová medaile |

## Žebříček medailistů

### Muži
| Jméno              | Disciplína | Zlato                                                                         | Stříbro                                                                   | Bronz                                                                     | Celkem | Období    | Poznámka |
| ------------------ | ---------- | ----------------------------------------------------------------------------- | ------------------------------------------------------------------------- | ------------------------------------------------------------------------- | ------ | --------- | -------- |
| Petr Sodomka       | kánoe      | Zlatá medaile · Zlatá medaile · Zlatá medaile · Zlatá medaile · Zlatá medaile | Stříbrná medaile                                                          | Bronzová medaile · Bronzová medaile · Bronzová medaile                    | 9      | 1967-1977 |          |
| Vladimír Jirásek   | kánoe      | Zlatá medaile · Zlatá medaile · Zlatá medaile · Zlatá medaile · Zlatá medaile |                                                                           | Bronzová medaile · Bronzová medaile                                       | 7      | 1953-1959 |          |
| Luděk Beneš        | kánoe      | Zlatá medaile · Zlatá medaile · Zlatá medaile                                 | Stříbrná medaile · Stříbrná medaile                                       | Bronzová medaile                                                          | 6      | 1955-1965 |          |
| Jaroslav Pollert   | kánoe      | Zlatá medaile · Zlatá medaile · Zlatá medaile                                 | Stříbrná medaile                                                          |                                                                           | 4      | 1961-1967 |          |
| Bohuslav Pospíchal | kánoe      | Zlatá medaile · Zlatá medaile · Zlatá medaile                                 | Stříbrná medaile                                                          |                                                                           | 4      | 1961-1967 |          |
| Milan Svoboda      | kánoe      | Zlatá medaile · Zlatá medaile · Zlatá medaile                                 | Stříbrná medaile                                                          |                                                                           | 4      | 1967-1971 |          |
| Josef Hendrych     | kánoe      | Zlatá medaile · Zlatá medaile                                                 | Stříbrná medaile · Stříbrná medaile · Stříbrná medaile · Stříbrná medaile | Bronzová medaile                                                          | 7      | 1953-1961 |          |
| Milan Kučera       | kánoe      | Zlatá medaile · Zlatá medaile                                                 | Stříbrná medaile · Stříbrná medaile · Stříbrná medaile                    | Bronzová medaile                                                          | 6      | 1983-1991 |          |
| Miroslav Hajdučík  | kánoe      | Zlatá medaile · Zlatá medaile                                                 | Stříbrná medaile · Stříbrná medaile                                       | Bronzová medaile                                                          | 5      | 1983-1989 |          |
| Karel Třešňák      | kánoe      | Zlatá medaile · Zlatá medaile                                                 | Stříbrná medaile                                                          | Bronzová medaile · Bronzová medaile · Bronzová medaile · Bronzová medaile | 7      | 1971-1979 |          |
| Jaroslav Radil     | kánoe      | Zlatá medaile · Zlatá medaile                                                 | Stříbrná medaile                                                          | Bronzová medaile                                                          | 4      | 1973-1977 |          |
| František Hrabě    | kánoe      | Zlatá medaile · Zlatá medaile                                                 |                                                                           | Bronzová medaile · Bronzová medaile                                       | 4      | 1955-1957 |          |
| Jiří Kotana        | kánoe      | Zlatá medaile · Zlatá medaile                                                 |                                                                           | Bronzová medaile · Bronzová medaile                                       | 4      | 1955-1957 |          |
| Jiří Koudela       | kánoe      | Zlatá medaile · Zlatá medaile                                                 |                                                                           | Bronzová medaile                                                          | 3      | 1969-1971 |          |

### Ženy
| Jméno           | Disciplína   | Zlato                                                         | Stříbro                                                                                      | Bronz                               | Celkem | Období    | Poznámka        |
| --------------- | ------------ | ------------------------------------------------------------- | -------------------------------------------------------------------------------------------- | ----------------------------------- | ------ | --------- | --------------- |
| Ludmila Polesná | kajak        | Zlatá medaile · Zlatá medaile · Zlatá medaile · Zlatá medaile | Stříbrná medaile · Stříbrná medaile · Stříbrná medaile · Stříbrná medaile · Stříbrná medaile | Bronzová medaile · Bronzová medaile | 11     | 1961-1975 | rozená Veberová |
| Dana Martanová  | kánoe, kajak | Zlatá medaile · Zlatá medaile                                 |                                                                                              | Bronzová medaile                    | 3      | 1953-1955 |                 |
| Hana Křížková   | kánoe        | Zlatá medaile · Zlatá medaile                                 |                                                                                              | Bronzová medaile                    | 3      | 1969-1971 |                 |

* Pozn.: Štěpánka Hilgertová, do roku 1991 (0/1/1), získala dále za Česko 12 medailí a skončila s bilancí 7/5/2.